# Aceclostria
Genre
Aceclostria est un genre d'insectes de l'ordre des lépidoptères (papillons) de la famille des Mimallonidae, créé en 1893 par Paul Vuillot pour l'espèce Aceclostria mus.

## Espèces
- Aceclostria albescens Jones
- Aceclostria mus Vuillot 1893
- Aceclostria subnotata Dognin 1921
- Aceclostria subrubiginosa Dognin 1916